# Xyris graniticola
Xyris graniticola är en gräsväxtart som beskrevs av Robert Kral. Xyris graniticola ingår i släktet Xyris och familjen Xyridaceae. Inga underarter finns listade i Catalogue of Life.